# ربات بيوت يائسات (مسلسل)
ربات بيوت يائسات (Desperate Housewives) هو مسلسل كوميدي درامي أمريكي لاقى نجاحا كبيرا حين عرضه لأول مرة على شبكة أي بي سي الأمريكية في 3 أكتوبر 2004 وكذلك على صعيد الشرق الأوسط من خلال قناة ام بي سي 4 العربية وكان المسلسل قد حاز إثر عرضه على ستة جوائز ايمي.

## الأحداث
تدور أحداث المسلسل في ضاحية ويستريا لين إذ تقوم هذه الضاحية الهادئة على البيوت تدعى «ماري آليس يانغ» التي كانت تعيش حياة مثالية. فيقررن الصديقات الاربع اللاواتي ترتكز حولهن أحداث المسلسل البحث عن الأسباب التي تقف وراء الانتحار فيغوص المسلسل من خلال عملية البحث في حياة الصديقات الأربع ويتناول مشاكلهن الزوجية والعاطفية والنفسية. بالرغم من كون ماري أليس متوفاة في المسلسل فأنها هي من يقوم بأداء الراوي وتقوم بسرد الأحداث وكشف خفايا ويستيريا لين وأسرار حياتها.

## شخصيات المسلسل
- سوزان ماير
- بري فان دي كامب
- لينيت سكافو
- غابريال سوليس
- رنا جورج
- إيدي بريت

## وصلات خارجية
- ربات بيوت يائسات على موقع IMDb (الإنجليزية)
- ربات بيوت يائسات على موقع ميتاكريتيك (الإنجليزية)
- ربات بيوت يائسات على موقع الموسوعة البريطانية (الإنجليزية)
- ربات بيوت يائسات على موقع روتن توميتوز (الإنجليزية)
- ربات بيوت يائسات على موقع أول موفي (الإنجليزية)
- ربات بيوت يائسات على موقع فيلمافينيتي (الإسبانية)
- ربات بيوت يائسات على موقع كينوبويسك (الروسية)
- ربات بيوت يائسات على موقع ألو سيني (الفرنسية)
- ربات بيوت يائسات على موقع قاعدة بيانات الفيلم (الإنجليزية)

(بالإنجليزية) الموقع الرسمي للمسلسل